# Exilarcha
Görög szóval exilarchának (arámul Rés Goluta, héberül Ros Gólusz, azaz „A száműzetés feje”) nevezték az ókori és kora középkori Babilóniában (majd később Egyiptomban is) a perzsa uralom alá került zsidóság fejedelmi rangú vezetőjét, akit ebben a méltóságában az Újperzsa Birodalom is elismert.

## Történetük
Az exilarcha méltósága megvolt már attól kezdve, amikor a zsidóság egy része a babilóni fogságból visszatért, míg a másik rész Babilóniában maradt igen nagy számban. Nagyobb jelentőségre azonban az éppen a második zsidó állam végleges bukása után emelkedett, és egészen a XI. századig létezett, illetve Egyiptomban még a XII. században is. Az első exilarchanak a Dávid király törzséből való Jójákin júdai királyt (megh. Kr. e. 561 után) tekintették, és ettől, mint Dávid utolsó királyi sarjától származtatták magukat az exilarchák. A Széder Ólam Zuta a teljes jegyzékét is adja a régi exilarchanak, de ez csupán a genealógia kedvéért sorolja fel a neveket, amelyek nem feltétlenül hitelesek. Kétségtelen, hogy a Hadrianus római császár (megh. Kr. u. 138) utáni időkben érezték az exilarcha szükségét a zsidók az egész Keleten és jelentőségük attól kezdve növekszik, jóllehet a jeruzsálemi, majd tiberiási patriarcháknak a híres Hillél rabbi (megh. Kr. u. 10) leszármazottjainak nászi, azaz fejedelmi rangját és tekintélyét Palesztina, Szíria és Kis-Ázsia területén nem csorbította. Így az I. századtól kezdve egészen a XI. századig, amíg meg nem szűnt az exilarchátus, ismeretes a legtöbb exilarcha neve és sorrendje. Az arab hódítás idején, 642-ben Bostanai volt az exilarcha és az ő sírboltját még az utazó Tudelai Benjámin látta a XII. században. Leszármazottjainak egyike volt Anan, aki magát anti-exilarchanak tekintette és alapította a karaiták szektáját. Az utóbbiak Anan utódait ismerték el a maguk exilarchajuknak.

## Az exilarchátus megszűnése
Az utolsó babilóniai exilarcha Chizkija volt, aki a gáóni méltóságot is betöltötte, de 1040-ben mindkét méltóság a török invázió következtében megszűnt és az utolsó exilarcha fiai Andalúziába vándoroltak ki. Az exilarcha címet a következő századokban újból használták Bagdadban, legalábbis Tudelai Benjámin és Regensburgi Petachja, a XI–XII. századok híres utazói említést tesznek erről. 

## Krónikák az exilarchákról
Az exilarcha méltóságot a Babilóniában tömegesen élő zsidóság organizációja hozta létre. Megismerésükre a főforrás maga a Talmud, amely a régi exilarchakról sokat jegyzett fel. Ez a régebbi perzsa korszak, míg a VII. századtól kezdve az arab korszak exilarchairól beszélünk. A Talmudba tartozó Széder Ólam Zuta részletesen szól az exilarcharól. Eszerint két jogtudós (rabbi) volt titkárul a mindenkori exilarcha mellé beosztva. Háztartása fejedelmi volt, de a vallás követelményeinek szigorú megőrzése mellett. Maga az exilarcha mindig jeles törvénytudó (később) talmudtudós is volt. Időnként reprezentációs lakomákat adott. Az exilarcha gondoskodott a zsidók állami adójának beszedéséről; ő nevezte ki a bírákat, és bűnügyi esetekben legfelsőbb fórum volt. Bizonyos esetekben az exilarcha perzsa törvények szerint ítélt. A zsinagógában a Tóra-tekercset trónusához vitték, míg mindenki más személyesen járult a Tóra elé. Ő nevezte ki a két akadémiának, a szurainak és pumbaditainak a gáónjait. A X. századbeli Natan ha-Bábli krónikás leírja az exilarcha installálását, amely óriási pompával történt, és amelynek a zsinagóga volt a középpontja, ahol az exilarcha baldachin alatt, trónon ült. Palotájából az exilarcha ritkán mozdult ki, és csupán állami fogaton: ilyenkor a nép közé aranyat szórt keleti szokás szerint. A zsidó liturgia is megőrizte anachronisztikusan az exilarcha emlékét. A szombatonként elmondott Jekum purkon kezdetű, arám nyelvű, és a gáóni-korszakból származó ima áldást kér a Rés Golutára. A szefárd rítus ezt rég elhagyta, de az askenázi imakönyvek még mindig tartalmazzák. 